# V-1

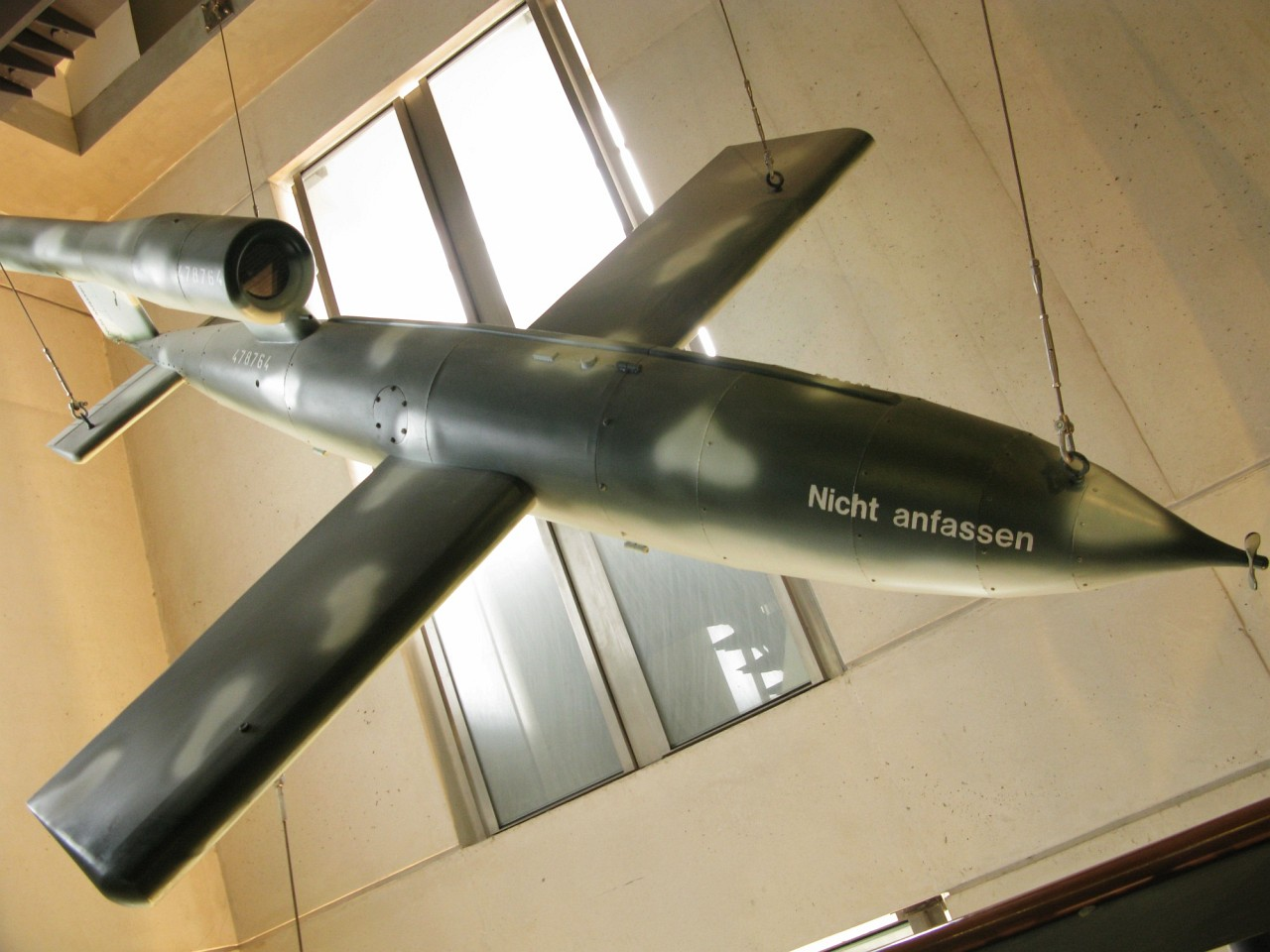
O rachetă V-1 expusă la Musée de l'Armée din Paris.

V-1 (germană Vergeltungswaffe-1, însemnând „armă de răzbunare-1”) denumită și bomba zburătoare, a fost prima rachetă ghidată folosită în război și strămoașa rachetelor de croazieră moderne.
A fost produsă sub numele oficial Fieseler Fi 103 sau Flakzielgerät 76 (FZG-76) la Peenemünde, de către armata germană în timpul celui de al Doilea Război Mondial și utilizată împotriva Angliei, pentru bombardarea Londrei. 
Rachetele V-1 erau catapultate de pe o rampă și puteau ajunge repede la viteza de aproape 500 km/h pe oră, la înălțimea de 1,2 km. Erau propulsate de un motor cu reacție Argus As 014 alimentat de un rezervor de 500 de litri de benzinã, cu aer comprimat ca oxidant. Sistemul de ghidare era operat automat cu un mecanism giroscopic și o busolă de orientare presetată. 

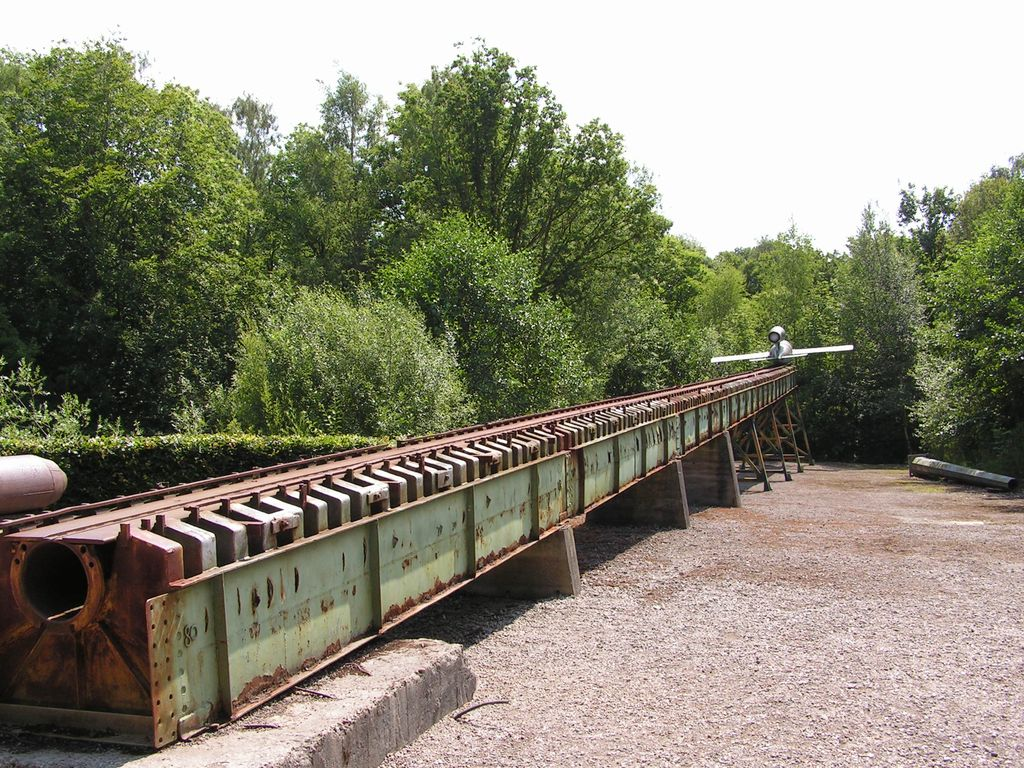
Rampa de lansare Blockhaus d'Éperlecques de lângă Pas-de-Calais

Rachetele V-1 erau lansate din Franța, de lângă localitatea Pas-de-Calais și din Olanda. Prima rachetă a lovit Londra în Grove Road, Mile End, la 13 iunie 1944, iar până la sfârșitul lunii au mai fost lansate încă 2.452, în raza Londrei sau în apropierea Southhamptonului. O parte s-au prăbușit sau au fost distruse înainte de ajunge pe coasta engleză, altele au căzut la întâmplare pe teren deschis.
Cel mai grav accident a avut loc în data de 18 iunie, când o  bombă V-1 a explodat în timpul slujbei, în capela cazărmilor Wellington din centrul Londrei, omorând 121 de oameni, 63 dintre aceștia fiind soldați. În toamna anului 1944 a fost lansat un număr mare de rachete V-1 și deasupra Antwerpului, pentru a distruge rezervele destinate invaziei armatelor Aliaților. În total, împotriva Marii Britanii au fost lansate 9521 de rachete V-1. Aproximativ 2.500 au ajuns în Londra; mai mult de 6.000 de oameni au fost uciși și 18.000 răniți. 

## Variante

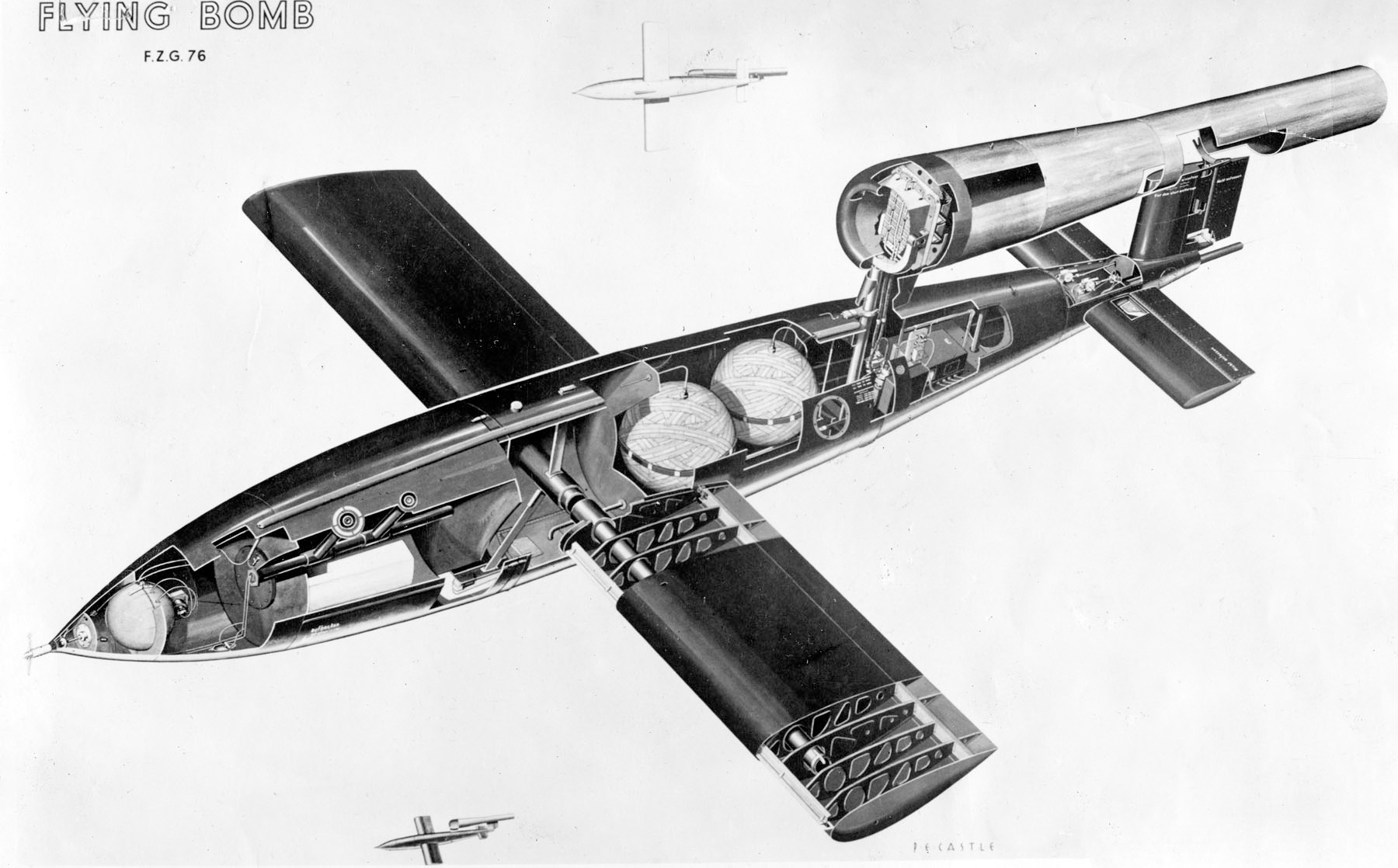
Secțiune într-o rachetă V-1

- Fieseler Fi-103A-1: modelul de bază în lungime de 8,32 m, greutate: 2.150 kg, alimentat cu un motor reactor cu impulsuri Argus 109-014, care poate atinge o viteză de 670 km/h, autonomie de 200-210 km și o sarcină utilă de 850 kg de explozibil tip Amatol-39 (amestec TNT și nitrat de amoniu)

- Fieseler-103 B-1: dispunea de  aripă din lemn având o suprafață plană puțin mai mare decât originalul și greutate redusă; a fost lansată în februarie 1945.

- Fieseler-103 B-2: similar cu Fieseler Fi-103 B-1, dar cu cap exploziv Trialen și detonatoare mai eficiente.

- Fieseler Fi-103C-1: focosul a fost înlocuit cu o bombă cu fragmentare SC 800

- Fieseler Fi-103d-1: versiune concepută pentru transportul unui cap chimic; nu a fost pusă în producție

- Fieseler Fi-103E-1: alternativă îmbunătățită dezvoltată exclusiv pentru rampele de lansare din Olanda; rezervor pentru combutibil de 810 l.

- Fieseler Fi-103f-1: capacitate sporită a rezervorului de 1025 l și o sarcină utilă redusă la 530 kg de exploziv; reactorul a fost înlocuit cu unul mai puternic, Argus 109-44

- Fieseler Fi 103R: versiune pilotată, cunoscut sub numele de "proiectul Reichenberg"; a fost testat de celebrul pilot de testare german Hanna Reitsch; considerat prea periculos pentru pilot, proiectul nu a trecut de stadiul de teste de zbor.